# Dnipro-Arena
Dnipro-Arena (ukrajinsky Дніпро-Арена) je multifunkční stadion ve městě Dnipro na Ukrajině. Používá se zejména pro fotbalové zápasy, hostí domácí zápasy klubu FK Dnipro. Stadion má kapacitu 31 tisíc návštěvníků. Otevřen byl v roce 2008, nahradil tak starý stadion Metalurh z roku 1940.
Dne 20. srpna 2008 se zde měl hrát zápas mezi Polskem a Ukrajinou, ale nakonec byl přesunut do Lvova. V roce 2012 se zde mělo konat Mistrovství Evropy ve fotbale 2012, ale UEFA požadovala kapacitu minimálně 33 tisíc míst. Od války na východní Ukrajině hraje FK Dnipro své zápasy v kyjevském Národním sportovním komplexu Olimpijskyj.